# NGC 2792
NGC 2792 är en planetarisk nebulosa belägen i stjärnbilden Seglet. Den upptäcktes den 2 mars 1835 av John Herschel under hans observationer vid Godahoppsudden.

## Observation
Med en skenbar magnitud på 11,6 är NGC 2792 inte synlig för blotta ögat utan kräver ett teleskop med en öppning på minst 200 mm för observation.

## Egenskaper

### Avstånd storlek och hastighet
Två liknande avståndsuppskattningar finns listade i SIMBAD-databasen: 3,086 ± 0,617 kiloparsek (kparsec), eller ungefär 10 100 ljusår, och ungefär 3,05 kparsec (ca 9 950 ljusår).
Nebulosans skenbara vinkelstorlek är 0,350 × 0,315 bågsekund. Baserat på avståndsuppskattningen på 3,086 ± 0,617 kpc motsvarar detta en fysisk storlek på ungefär 1,02 ± 0,20 × 0,92 ± 0,18 ljusår.
SIMBAD listar också två identiska värden för nebulosans radiella hastighet: 14,0 ± 5,0 km/s. En nyare studie publicerad 2023 rapporterar ett något annorlunda värde på 12,7 ± 8,0 km/s.

## Ålder
Den kinematiska åldern för en planetarisk nebulosa kan uppskattas baserat på dess expansionshastighet. Enligt González-Santamaría et al. har NGC 2792 en expansionshastighet på ca 20 km/s, vilket ger en kinematisk ålder på ca 3 500 år. En nyare studie rapporterar en något reviderad expansionshastighet på 20,2 km/s.
González-Santamaría uppskattar vidare att ca 50 860 år har gått sedan den centrala stjärnan lämnade den asymptotiska jättegrenfasen (AGB) och den omgivande nebulosan nådde 1 procent av stamstjärnans ursprungliga massa.

## Central stjärna
Den visuella magnituden för den centrala stjärnan är 16,74, och dess massa uppskattas till ungefär 1,163 solmassa. Radien för den omgivande nebulosan uppskattas till 0,108 parsec.